# Austrália nos Jogos Olímpicos de Verão de 1968
Austrália participou dos Jogos Olímpicos de Verão de 1968 na Cidade do México, México.  Atletas australianos competiram em todos os Jogos Olímpicos de Verão. 128 competidores, 104 homens e 24 mulheres, participaram de 105 provas em 16 esportes.